# FCW Florida Heavyweight Championship
O FCW Florida Heavyweight Championship é um título de pesos-pesados de wrestling profissional disputado na Florida Championship Wrestling (FCW), território de desenvolvimento da WWE, sendo seu principal título. Foi criado em 15 de fevereiro de 2008, em um evento não televisionado da FCW.
O primeiro campeão foi Jake Hager, que ganhou uma battle royal de 23 lutadores, eliminando por último Ted DiBiase, Jr. para conquistar o título. Em 22 de março de 2008, Hager derrotou o Campeão Sulista dos Pesos-Pesados da FCW Heath Miller para unificar os títulos e aposentar o FCW Southern Heavyweight Championship. Rick Victor é o atual campeão, estando em seu segundo reinado. Bo Rotundo é o recordista de reinados, com três. O reinado mais curto foi o de Rotundo,Kruger e Victor que ganharam e perdram o título na mesma noite. Jake Hager possui o reinado mais longo, com 216 dias.

## Reinados
| #  | Lutadores           | Reinados | Data                    | Dias com o título | Local                  | Evento                          | Notas | Ref.        |
| -- | ------------------- | -------- | ----------------------- | ----------------- | ---------------------- | ------------------------------- | --- | ----------- |
| 1  | Jake Hager          | 1        | 15 de fevereiro de 2008 | 216               | Tampa, Florida         | Evento ao vivo                  | Hager ganhou o título após vencer uma 23-Man Battle Royal, eliminando por último Ted DiBiase, Jr. Em 22 de março de 2008, Hager derrotou o FCW Southern Heavyweight Champion Heath Miller para unificar os dois e aposentar o FCW Southern Heavyweight Championship. | [ 4 ]       |
| 2  | Sheamus O'Shaunessy | 1        | 18 de setembro de 2008  | 84                | Tampa, Florida         | Evento ao vivo                  | | [ 4 ]       |
| 3  | Eric Escobar        | 1        | 11 de dezembro de 2008  | 77                | Tampa, Florida         | Gravações de TV                 | | [ 4 ]       |
| 4  | Joe Hennig          | 1        | 26 de fevereiro de 2009 | 21                | Tampa, Florida         | Gravações de TV                 | | [ 4 ]       |
| 5  | Drew McIntyre       | 1        | 19 de março de 2009     | 84                | Tampa, Florida         | Gravações de TV                 | McIntyre derrotou Eric Escobar em uma luta e após Hennig ser obrigado a desistir do título devido a uma lesão. | [ 4 ]       |
| 6  | Tyler Reks          | 1        | 11 de junho de 2009     | 63                | Tampa, Florida         | Gravações de TV                 | | [ 4 ]       |
| 7  | Heath Miller        | 1        | 13 de agosto de 2009    | 42                | Tampa, Florida         | Gravações de TV                 | | [ 4 ]       |
| 8  | Justin Angel        | 1        | 24 de setembro de 2009  | 175               | Tampa, Florida         | Gravações de TV                 | Foi uma 2 out of 3 Falls match. | [ 4 ]       |
| 9  | Alex Riley          | 1        | 18 de março de 2010     | 126               | Tampa, Florida         | Gravações de TV                 | Foi uma Triple Threat match também envolvendo Wade Barrett. | [ 4 ]       |
| 10 | Mason Ryan          | 1        | 22 de julho de 2010     | 196               | Tampa, Florida         | Gravações de TV                 | Foi uma Triple Threat match também envolvendo Johnny Curtis. | [ 4 ] [ 7 ] |
| 11 | Bo Rotundo          | 1        | 3 de fevereiro de 2011  | 0                 | Tampa, Florida         | Gravações do March of Champions | Norman Smiley foi o juiz da luta. | [ 4 ]       |
| 12 | Lucky Cannon        | 1        | 3 de fevereiro de 2011  | 105               | Tampa, Florida         | Gravações do March of Champions | Brett DiBiase foi o juiz da luta. | [ 4 ] [ 8 ] |
| 13 | Bo Rotundo          | 2        | 20 de maio de 2011      | 105               | Tampa, Flórida         | FCW                             | Foi a primeira pessoa a se tornar campeão pela segunda vez. |             |
| -  | Vago                | -        | 1 de setembro de 2011   | 0                 | -                      | FCW                             | Vago após Rotundo se lesionar. |             |
| 14 | Leo Kruger          | 1        | 1 de setembro de 2011   | 154               | Tampa, Flórida         | FCW                             | Derrotou Husky Harris, Damien Sandow e Dean Ambrose na final de um torneio. |             |
| 15 | Mike Dalton         | 1        | 2 de fevereiro de 2012  | 21                | Tampa, Flórida         | FCW                             | | [ 9 ]       |
| 16 | Leo Kruger          | 2        | 23 de fevereiro de 2012 | 0                 | Tampa, Flórida         | FCW                             | | [ 9 ]       |
| 17 | Seth Rollins        | 1        | 23 de fevereiro de 2012 | 114               | Tampa, Flórida         | FCW                             | | [ 9 ]       |
| 18 | Rick Victor         | 1        | 16 de junho de 2012     | 0                 | Crystal River, Florida | Evento ao vivo                  | | [ 9 ]       |
| 19 | Bo Rotundo          | 3        | 16 de junho de 2012     | 27                | Crystal River, Florida | Evento ao vivo                  | Foi a primeira pessoa a se tornar campeão pela terceira vez. | [ 9 ]       |
| 20 | Rick Victor         | 2        | 13 de julho de 2012     | 7                 | Punta Gorda, Flórida   | Evento ao vivo                  | | [ 1 ]       |
| 21 | Richie Steamboat    | 1        | 20 de julho de 2012     | 25                | St. Augustine, Flórida | Evento ao vivo                  | |             |

## Lista de reinados combinados
| Posição | Lutador             | # de reinados | Dias combinados |
| ------- | ------------------- | ------------- | --------------- |
| 1.      | Jake Hager          | 1             | 216             |
| 2.      | Mason Ryan          | 1             | 196             |
| 3.      | Justin Angel        | 1             | 175             |
| 4.      | Leo Krueger         | 2             | 154             |
| 5.      | Bo Rotundo          | 3             | 132             |
| 6.      | Alex Riley          | 1             | 126             |
| 7.      | Seth Rollins        | 1             | 114             |
| 8.      | Lucky Cannon        | 1             | 105             |
| 9.      | Drew McIntyre       | 1             | 84              |
| 9.      | Sheamus O'Shaunessy | 1             | 84              |
| 11.     | Eric Escobar        | 1             | 77              |
| 12.     | Tyler Reks          | 1             | 63              |
| 13.     | Heath Miller        | 1             | 42              |
| 14.     | Richie Steamboat    | 1             | 25              |
| 15.     | Mike Dalton         | 1             | 21              |
| 15.     | Joe Hennig          | 1             | 21              |
| 16.     | Rick Victor         | 2             | 7               |